# Poloplastická animace
Poloplastická animace je jakýsi přechod mezi animací ploškovou a loutkovou. Animovaná postavička je vlastně loutka bez kostry, položená na animačním stole a snímaná shora, tudíž její zadní strana musí být plochá. Loutky jsou většinou z textilu, plastelíny, ale i sádry a jiných materiálů. K doplnění takové animace jsou využívány různé malé předměty jako rekvizity nebo i kreslená animace pro zobrazení například snu. Hlavními českými představiteli jsou Břetislav Pojar a Miroslav Štěpánek. Ti v šedesátých letech 20. století společně režírovali animovaný seriál Potkali se u Kolína. 

## Potkali se u Kolína
Jde o sérii krátkých animovaných filmů rozdělených do dvou dílů. Vypráví o životě dvou medvědů, kteří se jednou potkali u Kolína. Menší z medvědů si ze všeho nejvíc chce hrát, ale je trochu hloupý a naivní, čehož využívá větší medvěd, který myslí jen na svůj prospěch.
Loutky pro tento seriál byly vytvořeny z textilu (kombinace plyše, bavlny a jiných materiálů). Pro doplnění byly použity drobné rekvizity ze sádry, papíru nebo drátků (vidličky, hrnce, lahve...).

## Poloplastická animace jinde
Poloplastická animace je také využívána v jiných animovaných filmech jako doplněk, nejčastěji v kombinaci s loutkou. V současnosti[kdy?] se s ní můžeme setkat v různých videoklipech, například v klipu písničky Vlasta od Rudy z Ostravy, jehož animátorkou je Marta Kačerová.